# Din nabos søn
Din nabos søn (danès: El fill del teu veí) ) és un documental o docudrama danès dirigit per Jørgen Flindt Pedersen i Erik Stephensen en dues versions, 1976 i 1981. La pel·lícula documenta la conversió de joves de la Policia Militar Grega (ESA) reclutats per torturadors i toca el tema del poder de la institució per obligar moralment a éssers humans a torturar. El documental examina els processos i mètodes de la junta militar que va governar Grècia de 1967 a 1974.

## Argument
El documental dramatitza el reclutament i l'entrenament d'un nombre de joves a la força de policia grega durant el govern de la junta militar. Una sèrie d'homes joves, d'altra banda decents, són seleccionats en funció d'una sèrie de trets considerats explotables pels reclutadors: analfabets, anticomunistes, joves i homes, fent comparacions amb els torturadors de Cambodja a Tuol Sleng, molts dels quals tenien menys de 19 anys.
La pel·lícula també entrevista Michalis Petrou, un recluta que va servir a la Policia Militar i va ser entrenat per convertir-se en un dels torturadors més notoris de l'EAT-ESA. El testimoni de Petrou revela que els mateixos mètodes d'entrenament eren brutals i sovint tortuosos i es consideraven una necessitat per garantir l'obediència robòtica i brutal dels estudiants. Segons ell, durant aquest període, era capaç de qualsevol mètode de tortura, si se li ordenava.
Durant la recreació dramàtica dels camps d'entrenament, els directors dibuixen paral·lelismes amb la instrucció militar moderna i els mètodes utilitzats en l'entrenament dels soldats.

## Recepció
El columnista de The New York Times Lawrence Van Gelder va assenyalar que, tot i que la pel·lícula tenia defectes tècnics, era alhora "memorable i inquietant" en la seva representació tant de les víctimes de la tortura com dels mateixos torturadors, i va afirmar que "és impossible considerar els torturadors o les seves víctimes sense adonar-se que la visió pot ser una visió en un mirall."